# ارين هام
ارين هام (بالإنجليزية: Warren Ham)‏ هو مغني أمريكي، ولد في 1957.